# Los Ángeles (Chiriquí)
Los Angeles è un comune (corregimiento) della Repubblica di Panama situato nel distretto di Gualaca, provincia di Chiriquí. Si estende su una superficie di 79,9 km² e conta una popolazione di 715 abitanti (censimento 2010).